# Lancetes waterhousei
Lancetes waterhousei är en skalbaggsart som beskrevs av Griffini 1895. Lancetes waterhousei ingår i släktet Lancetes och familjen dykare. Inga underarter finns listade i Catalogue of Life.